# R-16
R-16 (NATO-rapporteringsnamn: SS-7 Saddler) var en sovjetisk kärnvapenbärande interkontinental ballistisk robot.
R-16 var Sovjets första riktiga interkontinentala ballistiska robot. Tvåstegsraketen började utvecklas 1956. Första prototypen av R-16 skulle testas 24 oktober 1960 men komplikationer vid uppskjutningen ledde fram till vad som kom att kallas Nedelinkatastrofen. Nästa försök till uppskjutning gjordes 2 februari 1961, inte heller denna gång gick allt som det skulle, roboten kraschade 520 km från uppskjutningsplatsen. 20 dagar efteråt lyckades man dock bättre och den 20 oktober 1961 godkändes den för militär användning. Sommaren 1963 var de första tillverkade R-16-robotarna i tjänst vid uppskjutningsanläggningen Sheksna-N. 14 juni 1960 påbörjades arbetet med en siloversion. 5 februari 1963 var de första robotarna för silobruk klara. R-16U blev under Operation Groza den första robot Sovjet avfyrade från en robotsilo. En version av R-16-roboten, 11K64, var tänkt att avfyras från rymden. Denna version kom dock aldrig längre än till designstadiet.
När SALT-1 avtalet undertecknades 1978 togs R-16-robotarna ur tjänst.